# Санчес де Тока, Хоакин
Хоакин Санчес де Тока (исп. Joaquín Sánchez de Toca; 24 сентября 1852 — 13 июля 1942) — испанский консервативный политик, который занимал пост премьер-министра в 1919 году.

## Биография
Родился в Мадриде 24 сентября 1852 года. С 1896 до 1897 году занимал должность мэра Мадрида.
с 23 октября 1900 года по 6 марта 1901 года занимал пост министра сельского хозяйства, промышленности и торговли во время регентства Марии Кристины Австрийской. При Альфонсо XIII был министром военно-морского флота с 6 декабря 1902 года по 20 июля 1903 года и министра юстиции с 5 декабря 1903 года по 16 декабря 1904 года в консервативных правительствах Франсиско Сильвела и Антонио Маура. В 1907 году вновь избран мэром Мадрида.
В 1919 году был назначен премьер-министром, сменив на этой должности Антонио Мауру. Возглавлял кабинет правительства с 20 июля 1919 года по 12 декабря 1919 года. Скончался 13 июля 1942 года в Посуэло-де-Аларконе.